# 何文田

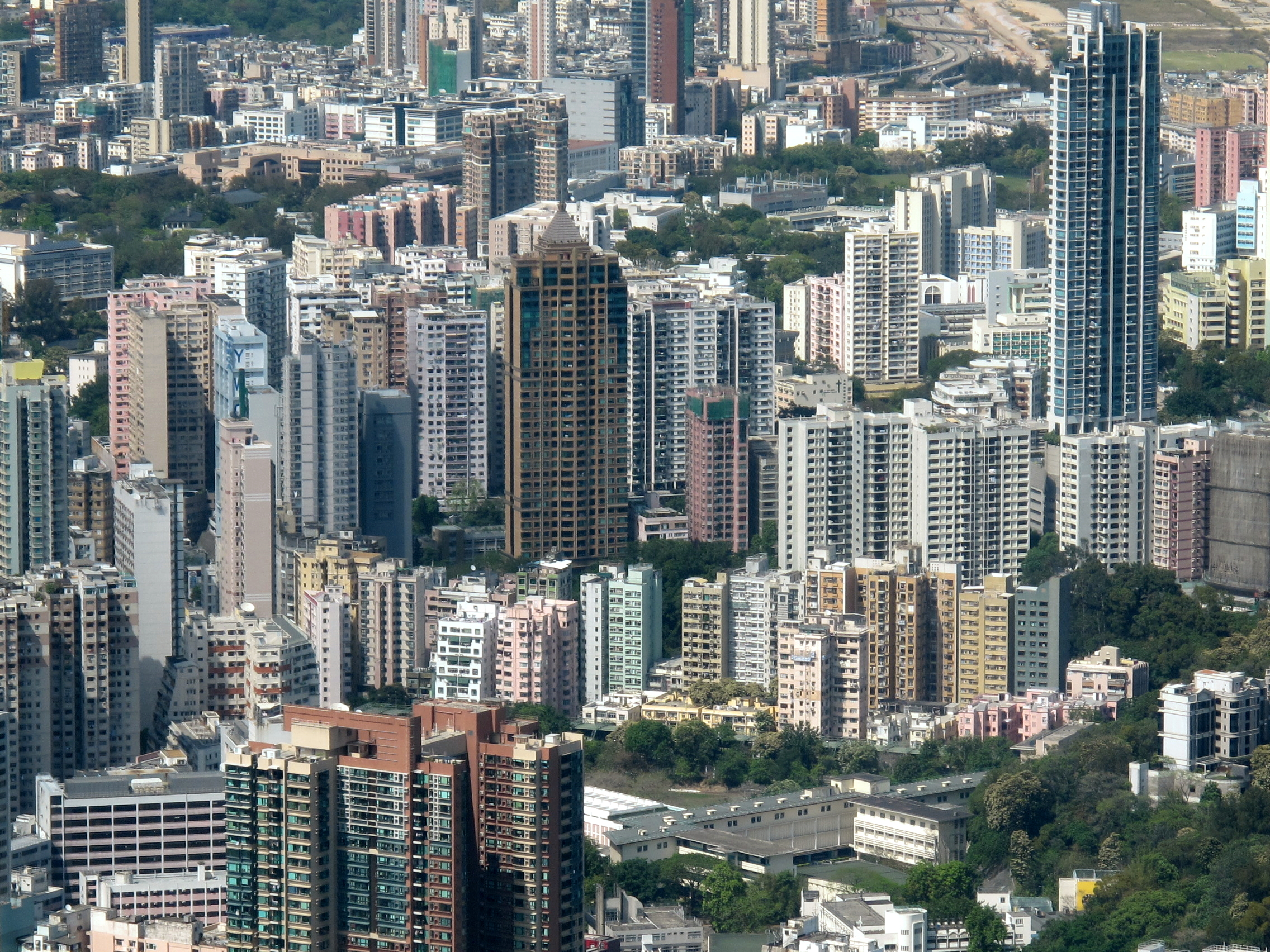
鳥瞰何文田住宅

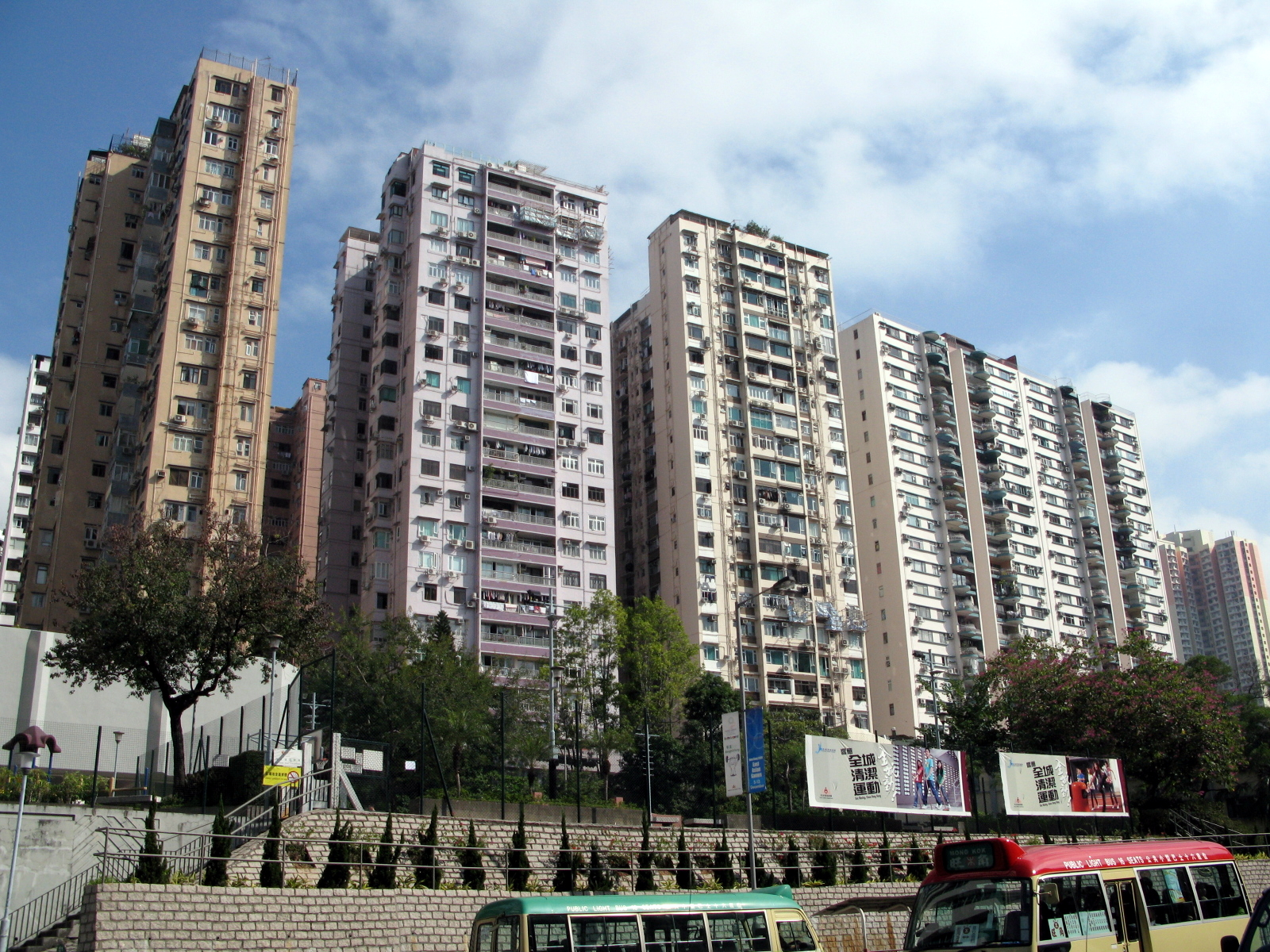
窩打老道山老牌住宅

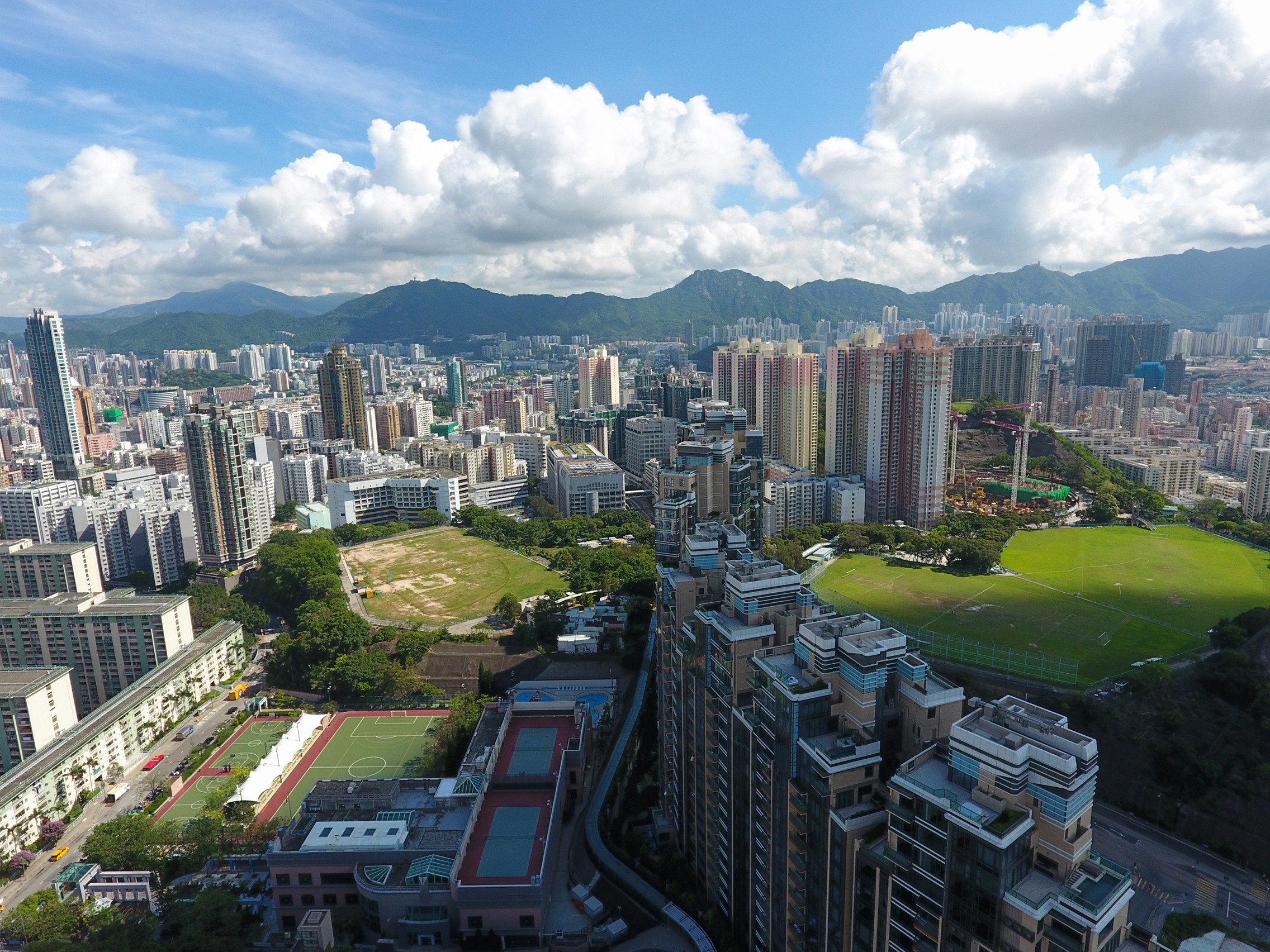
遠望何文田邨和東何文田配水庫遊樂場

何文田（英語：Ho Man Tin，舊作“Ho Mun Tin”）是香港九龍九龍城區西部的一個高地，傳統上只限於亞皆老街（與加多利山（大石鼓）為界）、衛理道（與京士柏為界）、染布房街（與旺角及油麻地為界）、公主道（與十二號山及採石山為界）及天光道（與馬頭圍為界）之間的範圍。隨著位於何文田附近的十二號山及採石山分別興建了愛民邨及何文田邨，這兩座山丘也逐漸發展成住宅區，並成為廣義上何文田的一部分。
因此現時廣義上，除以上的傳統位置外，更涵蓋整個原本屬紅磡區的十二號山及採石山之範圍，故現今何文田位於紅磡以北（以漆咸道北為界）、京士柏東北（以衛理道為界）、旺角及油麻地以東（以染布房街為界）、土瓜灣及靠背壟以西（以靠背壟道游樂場為界，樂民新村屬於土瓜灣靠背壟）、馬頭圍西南（以天光道為界）、老龍坑西北（以高山道公園及仁風街一帶為界），加多利山以南（以亞皆老街為界），包括窩打老道山、何文田山道。區內主要幹道包括培正道、佛光街、忠孝街、公主道、窩打老道等，及穿越何文田的1號幹線。
何文田是一個以住宅為主的社區，區內私人住宅，居屋屋苑和公共屋邨林立，亦設有學校滿足區內學童需求。位於何文田附近的加多利山及嘉道理道更是綠樹成蔭，環境清幽，擁有多座西式別墅，是一個高尚住宅區域。區內有不少名校，樓價亦一直居高不下，住戶包括多位各界名人。

## 地理位置及發展
何文田的傳統範圍僅為加多利山（古稱大石鼓）、十二號山（古稱紅磡山）及採石山之間的谷地（包括今日已不屬何文田的染布房街與彌敦道之間的旺角地域），即現今亞皆老街以南一段的窩打老道沿線兩旁的地區，而該範圍之東南的小丘，則因何文田的地名而被命名為何文田山（即何文田街及何文田山道一帶）。
除了上述範圍外，隨着社區發展，原本不在何文田範圍的公共設施，亦以「何文田」命名。戰後香港政府於何文田山以東南（即公主道的東邊）採石山興建一廉租屋邨，命名為何文田邨，原本在紅磡區的採石山與十二號山之間的佛光街一帶因而被視為「何文田」的一部分。後來愛民邨及山谷道邨分別於十二號山及老龍坑北部落成，「何文田」的區域更延伸到這些地方，採石山、十二號山及老龍坑等地名漸漸為人淡忘。而位處紅磡西北部的私人樓宇何文田山畔於2014年11月發售時以位處何文田招徠，有關發展商更被一手住宅物業銷售監管局以錯誤展示樓宇實際地址作出提醒。
從1970年代起，上述地點落成的政府和公共設施，包括何文田政府合署、何文田郵政局、何文田巴士總站、何文田體育館和何文田游泳池，都使用「何文田」命名，而土木工程拓展署大樓、香港房屋委員會總部及香港都會大學，其公佈的地址也使用「何文田」，而不是紅磡或上述山崗的名稱。
2010年代，港鐵沙中綫及觀塘綫延綫於老龍坑前山谷道邨原址興建車站及上蓋物業綜合發展，車站命名為「何文田站」，並在2016年10月啟用。
另外，位於區內的紅磡警署，雖以紅磡命名，但因時屆香港警務處於2000年12月宣佈將紅磡警署與原來的何文田警署合併，何文田警署被改為紅磡警署，因此其實際位置在何文田區內，並不隸屬於紅磡區。

## 歷史
清代嘉慶二十四年（1819年）最後一次刊行的《新安縣志》還沒有「何文田」這個地名，也沒有相關記載。而1860年中英《北京條約》的附圖則在今日何文田的位置標記「此一帶皆係山岡不毛之地」，估計當時何文田地區人煙稀少。根據《追憶龍城蛻變》一書，何文田於19世紀末期僅有零星居民居住。據說何文田當年為一居民陳何文所擁有，命名該處為何文田，意指陳何文的田。亦有記載指當初何文田一帶乃何、文及田三姓人共同擁有之地。許舒博士則說何文田原為雜姓村，居民分屬六個姓氏。1901年的香港地圖，出現了Ho Mun Tin的地名，位置在今太平道、染布房街一帶。
二次大戰前，黃佩佳主編的《新界風土大觀》，何文田寫作河門田。香港志高級編輯蔡兆浚稱，原來的何文田村到1920-1930年代，已因城市發展而消失，但作為地名的何文田，卻隨着社區發展，擴展到位於原何文田村東南方、因而被命名為「何文田山」的山崗地帶。1973年，港府在原屬紅磡區老龍坑山的佛光街興建公共屋邨，並命名為「何文田邨」，此後又在十二號山建成愛民邨，在附近一帶建成的公共設施又多冠以「何文田」之名，使何文田的地域概念大大往東南擴展。另外值得一提的是，何文田的範圍在不同年代的政府地圖中都比較模糊，不同版本差異甚大，以至從來沒有統一的說法。
1911年廣華醫院啟用，為隔離患有天花的病人，廣華醫院特別於何文田山麓（今培正道、常盛街及佛光街交界處）興建一座專為天花病人而設的院舍，當時稱為「油麻地痘局」，同時廣華醫院向當局申請將何文田山撥作醫院作安葬天花死者之用。「油麻地痘局」於1920年停用，並於同年8月租予「台山電光炮廠」，其後1921年2月25日炮竹廠火藥庫發生猛烈爆炸，釀成32死56傷。1930年代前，該處也有不少墳墓，而現今香港培正中學的位置，亦為當年日佔香港時的亂葬崗，但剩下的後山亦於年前剷平。
1960年代，何文田曾為徙置區，安置由中國大陸來的難民，其後何文田發展為一個住宅及學校區。

## 社區環境

### 私人屋苑
- 皓畋
- 傲玟
- ONE HOMANTIN
- 天鑄
- 瑜一
- 朗賢峯
- 傲名
- 雋瓏
- Dunbar Place
- 何文田山一號
- 何文田山畔
- 灝畋峰
- 賀龍居
- 君逸山
- 雅利德樺臺
- 御龍居
- 勝利道1號
- Kadooria
- St. George's Mansions
- 128 Waterloo
- 瑧樺

### 夾心階層／居屋屋苑
- 俊民苑
- 欣圖軒
- 冠熹苑
- 冠暉苑
- 冠德苑
- 金富大廈
- 太平花園

### 公共屋邨
- 愛民邨
- 常樂邨
- 何文田邨

### 文娛、康樂場地
- 九龍公共圖書館
- 何文田公園
- 何文田體育館/何文田游泳池
- 佛光街體育館
- 常盛街公園
- 忠義街公園

### 配水庫
- 東何文田配水庫遊樂場
- 京士柏上配水庫遊樂場
- 何文田上配水庫遊樂場
- 馬頭圍配水庫遊樂場
- 何文田高地食水配水庫
- 何文田西食水配水庫

### 醫療設施
- 何文田美沙酮診所
- 九龍醫院

### 政府部門
- 紅磡警署
- 西九龍總區總部
- 何文田救護站

## 教育

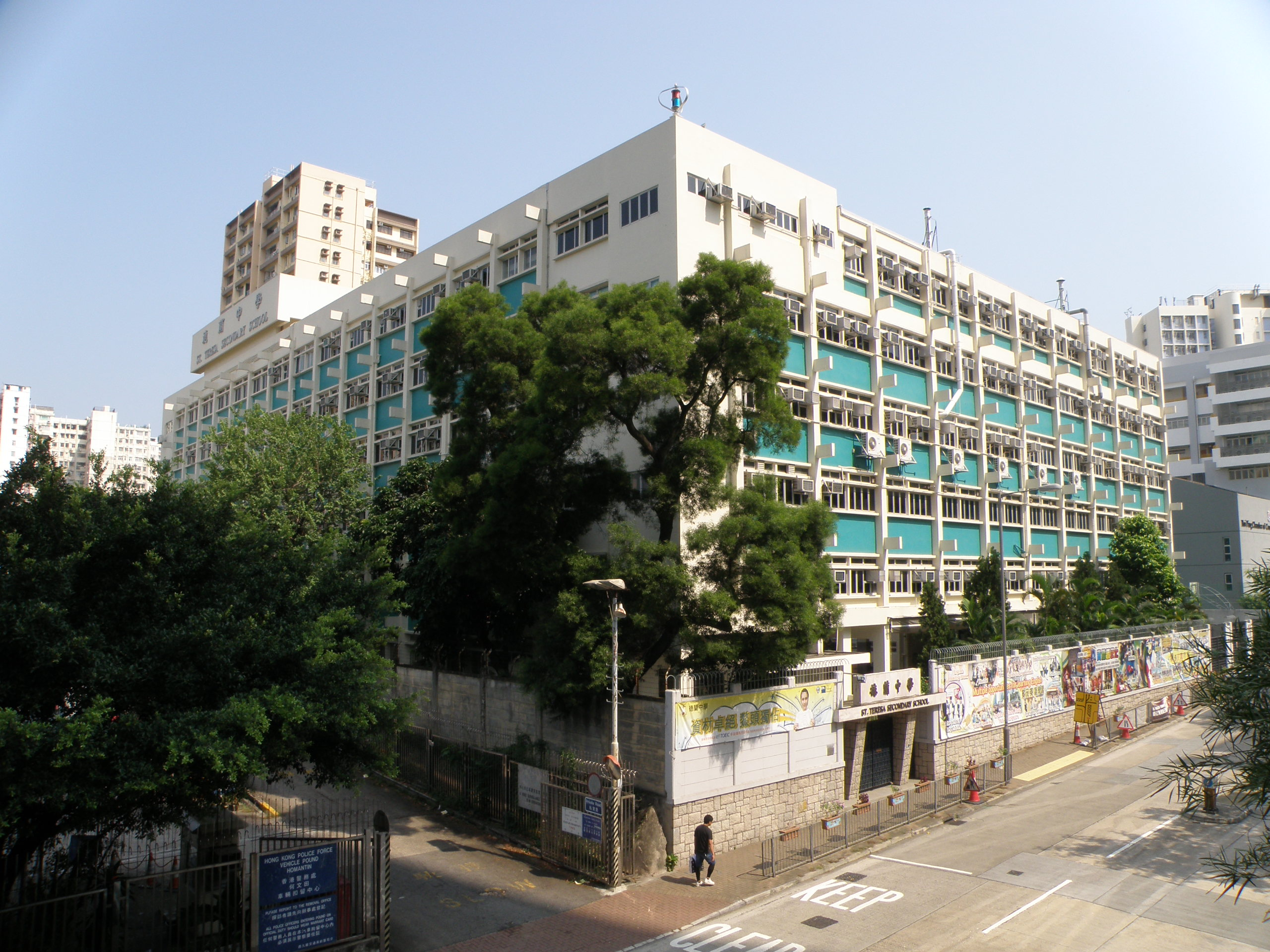
德蘭中學是何文田區內唯一的女子中學

#### 大專院校
- 香港都會大學
- 東華學院
- 香港理工大學何文田學生宿舍
- 九龍醫院護士學校
- 香港專業進修學校何文田校园

#### 中學
- 香港培正中學
- 聖公會蔡功譜中學
- 余振強紀念中學
- 聖公會聖三一堂中學
- 迦密中學
- 創知中學
- 五旬節中學
- 何文田官立中學
- 順德聯誼總會胡兆熾中學
- 德蘭中學
- 旅港開平商會中學
- 華英中學
- 陳瑞祺（喇沙）書院
- 基督教女青年會丘佐榮中學

#### 小學
- 合一堂學校
- 香港培正小學
- 陳瑞祺（喇沙）小學
- 聖羅撒學校
- 天主教領島學校

#### 駕駛考試中心
- 培正道駕駛考試中心
- 忠義街駕駛考試中心
- 天光道駕駛考試中心

## 交通

### 主要交通幹道

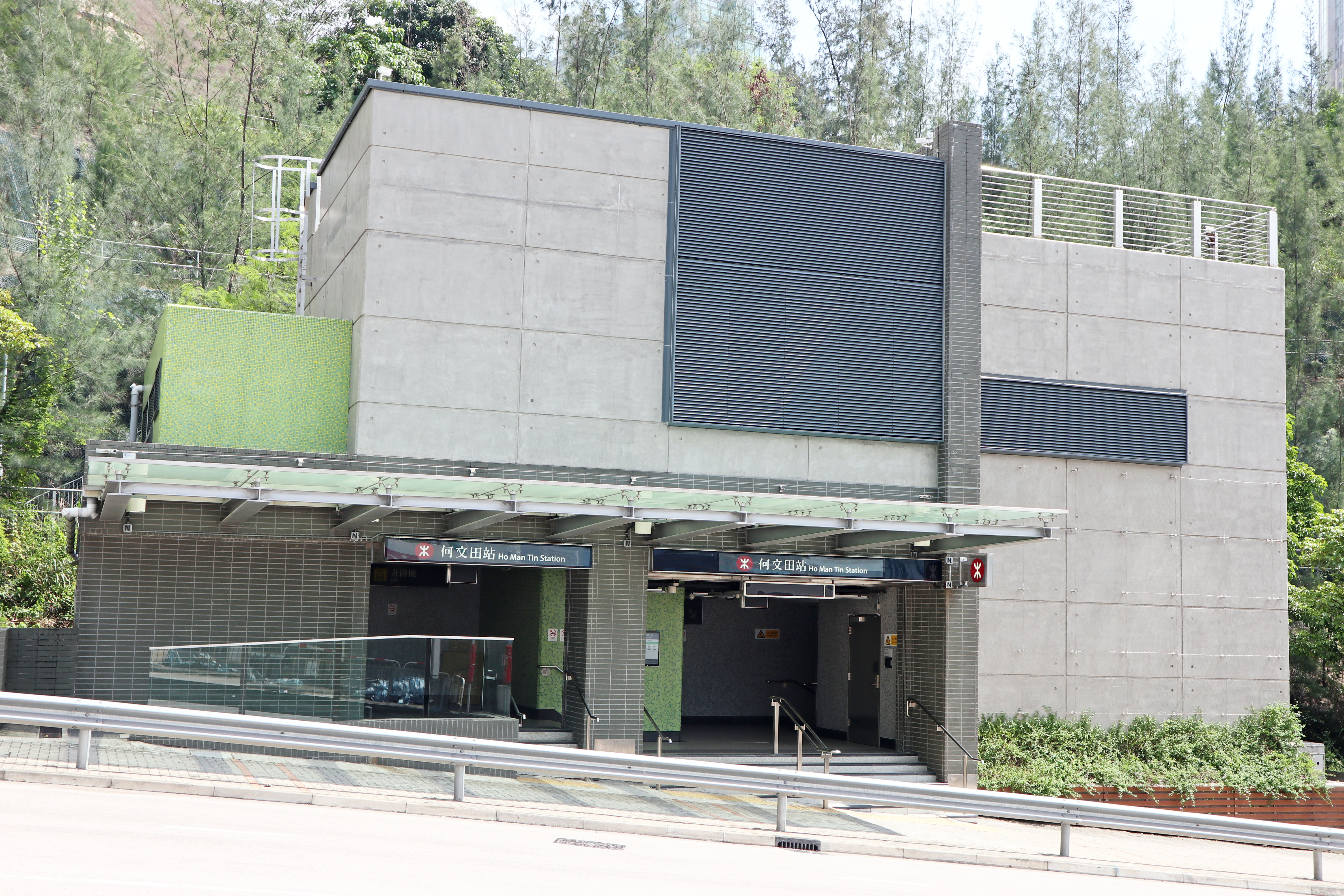
何文田站佛光街出口

- 公主道
- 亞皆老街
- 窩打老道
- 培正道
- 常盛街
- 佛光街
- 忠孝街
- 太平道
- 自由道
- 勝利道
- 梭椏道
- 何文田山道
- 衛理道

## 區議會議席分佈
為方便比較以下列表採用狹義的何文田範圍。
| 年度／範圍               | 2000-2003  | 2004-2007  | 2008-2011  | 2012-2015  | 2016-2019  | 2020-2023  |
| ------------------------ | ---------- | ---------- | ---------- | ---------- | ---------- | ---------- |
| 東鐵綫、窩打老道、公主道 | 何文田選區 | 何文田選區 | 何文田選區 | 何文田選區 | 何文田選區 | 何文田選區 |
| 東鐵綫、界限街、窩打老道 | 嘉道理選區 | 嘉道理選區 | 嘉道理選區 | 嘉道理選區 | 嘉道理選區 | 嘉道理選區 |

註：以上主要範圍尚有其他細微調整（包括編號），請參閱有關區議會選舉選區分界地圖及條目。